# José María Iparraguirre
José María Iparaguirre Balerdi (1820 - 1881), poète, bertsolari et musicien basque.
José Maria Iparaguirre, considéré comme le  barde basque, est connu pour ses compositions en langue basque, l'euskara, dont la plus significative est Gernikako Arbola (littéralement « l'arbre de Guernica »), devenu l'hymne basque.

## Biographie
José María Iparraguirre est né à Urretxu au Guipuscoa en 1820, et décédé en 1881 à Itxaso à l'âge de 61 ans. Il a été un poète et musicien très connu. Il a eu une vie de bohème et aventureuse qui lui a valu le surnom de « barde », image qu'il donnait avec son inséparable guitare et l'improvisation de chansons et vers, mais était également un grand bertsolari.
 
Son œuvre, écrite majoritairement en basque (bien qu'il ait aussi écrit en espagnol, en français, en anglais et en italien), reprend certaines des chansons des plus significatives et populaires de l'actualité, cependant celle du Gernikako arbola est la plus connue.
Il a vécu en plein romantisme dont il est clairement un des fils et un exemple. Ses œuvres sont liées avec les traditions ancestrales du peuple basque, avec ses  légendes et la religion.
La période historique agitée qu'il a vécue, les guerres carlistes et l'abolition des juridictions (Fueros) et son romantisme profond, également exprimé dans son combat politique ainsi que sa participation dans les luttes (où il a été blessé à une jambe), l'ont poussé vers l'exil à travers l'Europe (la France, l'Allemagne, l'Italie, l'Angleterre et la Suisse) et l'Amérique latine pour ne pas se soumettre à l'Abrazo de Vergara ou la Convention d'Ognate étant donné son carlisme profond.
En 1859, il s'est marié avec la guipuscoanne Maria Ángela Querejeta avec laquelle il a vécu en Uruguay et eut huit enfants, deux fils et six filles (il avait eu un autre fils auparavant). En 1877, il retourne au Pays basque en laissant sa famille en Amérique.

## Son œuvre
La plus populaire de ses compositions est sans aucun doute Gernikako arbola, qui a été étrennée dans le café San Luis de la rue de la Montera à Madrid en 1853 et était une improvisation, accompagnée au piano par l'enseignant Juan Maria Blas de Altuna. On dit que, entouré d'un groupe de ses compatriotes, il a improvisé l'hymne et n'a jamais annoté la musique.
D'autres créations significatives sont :
- Ume eder bat (Un bel enfant)
- Adio Euskal-Erriari (Adieu Pays Basque)
- Nere etorrera lur maitera (Mon retour à la terre aimée) souvent désigné par ses premiers mots "Ara nun diran"
- Cantari Euskalduna (Chanteur basque)
- Nere izarra (Mon étoile)
- Glu Glu Glu (Glou glou glou)

Pour Ara nun diran, Iparraguirre a emprunté l'air du Chant des Paysans du chansonnier français Pierre Dupont.

## Paroles de Gernikako arbola
| 1 Gernikako Arbola da bedeinkatua euskaldunen artean guztiz maitatua. Eman ta zabal zazu munduan frutua adoratzen zaitugu arbola santua 2 Mila urte inguru da esaten dutela Jainkoak jarri zuela Gernikako Arbola. Zaude bada zutikan orain ta denbora eroritzen bazera arras galdu gera |  | 3 Ez zera eroriko Arbola maitea baldin portatzen bada Bizkaiko Juntea. Laurok hartuko degu zurekin partea pakian bizi dedin euskaldun jendea. 4 Betiko bizi dedin Jaunari eskatzeko jarri gaitezen danok laster belauniko. Eta bihotzetikan eskatu ezkero Arbola biziko da orain eta gero. |  | 5 Arbola botatzia dutela pentsatu Euskal Herri guztian danok badakigu. Ea bada jendea denbora orain degu erori gabetanik eduki behar degu. 6 Beti egongo zera udaberrikoa lore aintzinetako mantxa gabekoa. Erruki zaitez bada bihotz gurekoa denbora galdu gabe emanik frutua. |  | 7 Arbolak erantzun du kontuz bizitzeko eta bihotzetikan Jaunari eskatzeko. Gerrarik nahi ez degu pakea betiko gure lege zuzenak hemen maitatzeko. 8 Erregutu diogun Jaungoiko Jaunari pakea emateko orain eta beti. Bai eta indarra ere zerorren lurrari eta bendizioa Euskal Herriari. |  |